# Басинас, Ангелос
А́нгелос Басина́с (греч. Άγγελος Μπασινάς; 3 января 1976 год, Халкиде, Греция) — греческий футболист, полузащитник, экс-капитан сборной Греции.

## Клубная карьера
Свою карьеру начинал на родине, в «Панатинаикосе», за который выступал в течение десяти лет, два раза становился со своей командой чемпионом Греции и один раз завоёвывал кубок Греции по футболу. Зимой 2006 года Басинас перебрался в испанскую «Мальорку». Как в первом, так и во втором сезоне Басинас действовал успешно, однако по истечении срока контракта не стал продлевать его и покинул клуб.
В 2008 году игрок вернулся на родину, где стал выступать за АЕК под номером 14, подписав с клубом трёхлетний контракт. Клуб выступал не очень успешно, поэтому скоро Басинас перебрался в Англию, подписав контракт на полтора года с «Портсмутом». При тренере Тони Адамсе, пригласившем Басинаса в клуб, игрок регулярно попадал в основной состав, однако, когда тренер поменялся, Басинас сел на лавку. Следующий тренер, Авраам Грант, доверял Басинасу больше игрового времени, нежели предшественник. В результате, игрок помог клубу дойти до финала кубка Англии, где «Портсмут» проиграл «Челси».
Однако, вскоре клуб выбыл из Премьер-лиги и Басинасу пришлось искать новый клуб, которым стал французский «Арль-Авиньон». 21 августа 2010 года грек дебютировал в матче чемпионата Франции против «Тулузы», в котором его команда проиграла со счётом 1:2. Однако спустя два месяца контракт Басинаса с клубом был расторгнут по семейным причинам, всего он провёл за клуб пять матчей в чемпионате и кубке Франции. Этот клуб стал последним в карьере Басинаса.

## Карьера в сборной
18 августа 1999 года дебютировал в официальных матчах в составе национальной сборной Греции в товарищеском матче против сборной Сальвадора, завершившейся победой греков со счетом 3:1.
В составе сборной был участником чемпионата Европы 2004 года в Португалии, завоевав в этом году титул континентального чемпиона, кубка Конфедераций 2005 года в Германии и чемпионата Европы 2008 года в Австрии и Швейцарии.
Всего в течение карьеры в национальной команде, которая длилась двенадцать лет, провёл в форме главной команды страны 100 матчей, забив 7 голов.

## Личная жизнь
Его дочь, Александра Басинас, с начала 2022 года играет в женской молодёжной футбольной команде «Панатинаикоса» на позиции нападающего.

## Статистика в сборной
| № | Дата            | Место             | Соперник   | Счёт | Турнир                      |
| 1 | 20 августа 1999 | Кавала, Греция    | Сальвадор  | 3:0  | Товарищеский матч           |
| 2 | 28 февраля 2001 | Ираклион, Греция  | Россия     | 3:3  | Товарищеский матч           |
| 3 | 12 июня 2004    | Порту, Португалия | Португалия | 2:1  | Евро 2004                   |
| 4 | 9 февраля 2005  | Афины, Греция     | Дания      | 2:1  | Отборочные игры к ЧМ-2006   |
| 5 | 28 марта 2007   | Валлетта, Мальта  | Мальта     | 1:0  | Отборочные игры к Евро 2008 |
| 6 | 17 ноября 2007  | Афины, Греция     | Мальта     | 5:0  | Отборочные игры к Евро 2008 |
| 7 | 21 ноября 2007  | Будапешт, Венгрия | Венгрия    | 2:1  | Отборочные игры к Евро 2008 |

## Достижения
Панатинаикос
- Чемпион Греции: 1996, 2004
- Обладатель Кубка Греции: 2004

Греция
- Чемпион Европы: 2004